# Carl Möhner
Carl Martin Rudolf Möhner, auch Carl Mohner (* 11. August 1921 in Wien, Österreich; † 14. Januar 2005 in McAllen, Texas) war ein österreichischer Schauspieler und Maler.

## Leben
Möhner besuchte ab 1937 die Theaterschule seiner Heimatstadt und arbeitete an verschiedenen österreichischen und deutschen Theaterbühnen, bevor der Zweite Weltkrieg seine Karriere unterbrach. Danach gelang ihm in den 1950er und 1960er Jahren eine Filmkarriere mit zahlreichen Auftritten in internationalen Produktionen. Zu seinen bekanntesten Filmen gehören der französische Gangsterfilmklassiker Rififi (1955), sowie Die letzte Fahrt der Bismarck (1960), Die Geierwally (1956), Weißer Holunder (1957) oder Wo die alten Wälder rauschen (1956).
Mit Beginn der 1960er Jahre begann Möhner, sich der Malerei zu widmen. Schon nach kurzer Zeit konnte er in zahlreichen europäischen Städten ausstellen; 1963 gewann er die Goldmedaille des „IX Premio Internazionale de Pittura San Vitto Romano“. Auch in den 1990er Jahren wurde er mehrfach ausgezeichnet. Sein Stil wird als „einfach und von kindlicher Unschuld geprägt“ bezeichnet.
1978 heiratete Möhner die deutsche Malerin Wilma Langhamer mit der er sich 1979 in McAllen, Texas niederließ. Bereits 1976 hatte sich Möhner weitgehend vom Filmgeschäft zurückgezogen. Er starb dort an der Parkinsonschen Krankheit.
Seine Söhne Gunther Möhner und Gernot Möhner waren ebenfalls als Schauspieler tätig, ersterer nur im Zeitraum 1970 bis 1973 in deutschen Sexfilmen.

## Filmografie (Auswahl)
- 1949: Vagabunden
- 1953: Pünktchen und Anton
- 1954: Die letzte Brücke
- 1955: Rififi (Du rififi chez les hommes)
- 1956: Die Geierwally
- 1956: Wo die alten Wälder rauschen
- 1957: Der Mann, der sterben muß (Celui qui doit mourir)
- 1957: Weißer Holunder
- 1958: Hinter der Maske (Behind the Mask)
- 1958: Die gelbe Hölle (The Camp on Blood Island)
- 1959: Zurück aus dem Weltall
- 1960: Sie pfiff und die Kerle kuschten (The Challenge)
- 1960: Die letzte Fahrt der Bismarck (Sink the Bismarck)
- 1962: Die Zerstörung von Rom (Il crollo di Roma)
- 1964: Das letzte Gewehr (Jim il primo)
- 1964: Der Fluch der grünen Augen
- 1965: Der Mann, der kam, um zu töten (L'uomo dalla pistola d'oro)
- 1965: 30 Winchester für El Diabolo (30 Winchester per El Diablo)
- 1965: Der Mann von Toledo (L'uomo di Toledo)
- 1966: Der Mörder mit dem Seidenschal
- 1967: Carmen-Baby (Carmen, Baby)
- 1967: Hell Is Empty
- 1967: Geheimauftrag K (Assignment K)
- 1968: Dynamit in grüner Seide
- 1968: Radhapura – Endstation der Verdammten
- 1968: Die große Treibjagd
- 1971: Zu dumm zum…
- 1971: Birdie
- 1971: Der neue heiße Sex-Report - Was Männer nicht für möglich halten
- 1973: Ein Käfer auf Extratour
- 1973: Eine Armee Gretchen
- 1974: Den Aasgeiern eiskalt serviert (Callan)
- 1974: 67 Tage – Die Republik von Uzice (Užička republika)
- 1975: Das ganz große Ding (La baby sitter)
- 1975: Derrick (TV-Serie, eine Folge)
- 1975: Das verrückteste Auto der Welt
- 1976: Die Frau am Fenster (Une femme à sa fenêtre)